# (1804) Chebotarev
(1804) Chebotarev ist ein Hauptgürtelasteroid. Er wurde am 6. April 1967 am Krim-Observatorium in Nautschnyj entdeckt.
Der Asteroid wurde Gleb Alexandrowitsch Tschebotarjow (1913–1975), einem sowjetischen Astronomen und damaligen Leiter des Instituts für theoretische Astronomie in Leningrad, zu Ehren benannt.